# Herb powiatu słupeckiego
Herb powiatu słupeckiego – jeden z symboli powiatu słupeckiego, autorstwa Jerzego Bąka, ustanowiony 26 października 2000.

## Wygląd i symbolika
Herb przedstawia na tarczy dwudzielnej w pas w polu pierwszym czerwonym pół orła srebrnego ze złotą przepaską i takimż dziobem (symbol województwa wielkopolskiego), a w polu drugim błękitnym złoty krzyż zdwojony, wokół którego siedem gwiazd złotych (nawiązanie do herbu Słupcy oraz siedmiu gmin powiatu). 